# Ludwig Maria Beck

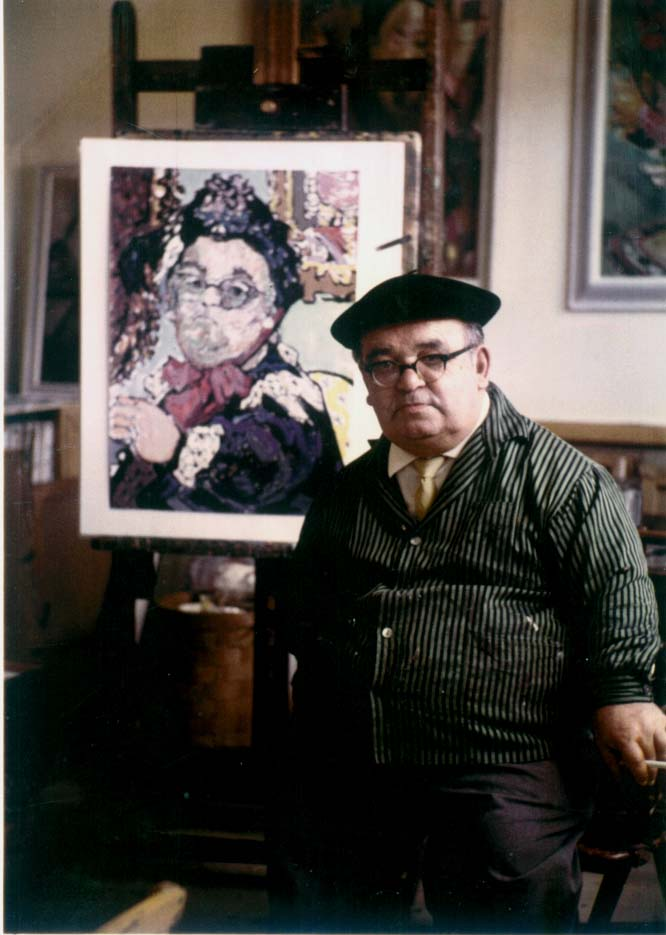
Lulu Beck

Ludwig Maria Beck (auch Lulu Beck; * 9. Juni 1905 in München; † 19. November 1983 in Gauting) war ein deutscher Künstler. Er lebte von 1930 bis zu seinem Tod als freischaffender Maler und Schriftsteller in Gauting. Seine Themen befinden sich vornehmlich im Bereich der Zirkus- und Märchenwelt, der Landschaft und des Stilllebens. Seine Techniken reichen vom Pinsel über die Wachskreide bis zum Kugelschreiber.

## Leben
Beck studierte 1925/26 an der Malschule von Hans Hoffmann in München und 1926/27 an der Kölner Werkschule bei Johann Thorn-Prikker (Wandmalerei, Mosaik).
Anschließend war er in Gauting bei München tätig: Ab 1929 zunächst mit Mosaiken (3 Musikanten) und Wandbildern (Dreigroschenoper oder Musizierende Engel) beschäftigt. Später war er freier Mitarbeiter der Zeitschrift „Die Jugend“ und bis 1933 beim „Simplicissimus“. Danach arbeitete er als Graphiker, Illustrator, Schriftsteller und Berater für verschiedene Verlage (Erich Wewel Verlag, Verlag Karl Alber, Herder Verlag, Ehrenwirt Verlag  u. a.).
Ab 1971 war er als Lehrer in der Malereiklasse an der Blocherer Schule in München tätig.

## Werk
Ab 1948 schuf er viele von Cézanne (bes. Landschaften), Braque, Matisse, Munch und Modigliani beeinflusste Gemälde, vor allem Masken- und Clownbilder (Basler Fasnacht, Selbstbildnis, 1963, 1965). Herausragend sind seine Landschaften, Stillleben und Vogelbilder.
Zeitlebens blieb Beck in erster Linie Zeichner, der zahlreiche graphische Techniken beherrschte und bevorzugt mit Kugelschreiber und Sepia arbeitete. Daneben entstanden Bilder in Öl und Wachstechnik, Aquarelle und expressive Holzschnitte. Seine Kinderbuch-Illustrationen (H. von Cube, Das Pferdchenbuch, München 1948) sowie poetische Dekorationen mit Märchen, Fabeln und phantastische Darstellungen zu Künstlerfesten (1968–1972)  fanden ebenfalls große Beachtung.

## Auszeichnungen
- 1977: Verdienstkreuz am Bande der Bundesrepublik Deutschland

## Ausstellungen
- ab 1948 jährlich München, Haus der Kunst: Große Kunst-Ausstellung
- 1959 Stuttgart, Kunsthaus Schaller
- 1965 Kunstverein Gauting
- 1967 Washington Galerie Elz; Wiesbaden, Galerie Moering; Ludwigsburg Galerie 67
- 1969 Basel, Katakombe
- 1970 Massa Carrara, Galerie Michelangelo
- 1975 Rathaus Gauting
- 2005 Kunstverein Gauting Rathaus: Große Retrospektive zum 100. Geburtstag

## Werke als Schriftsteller

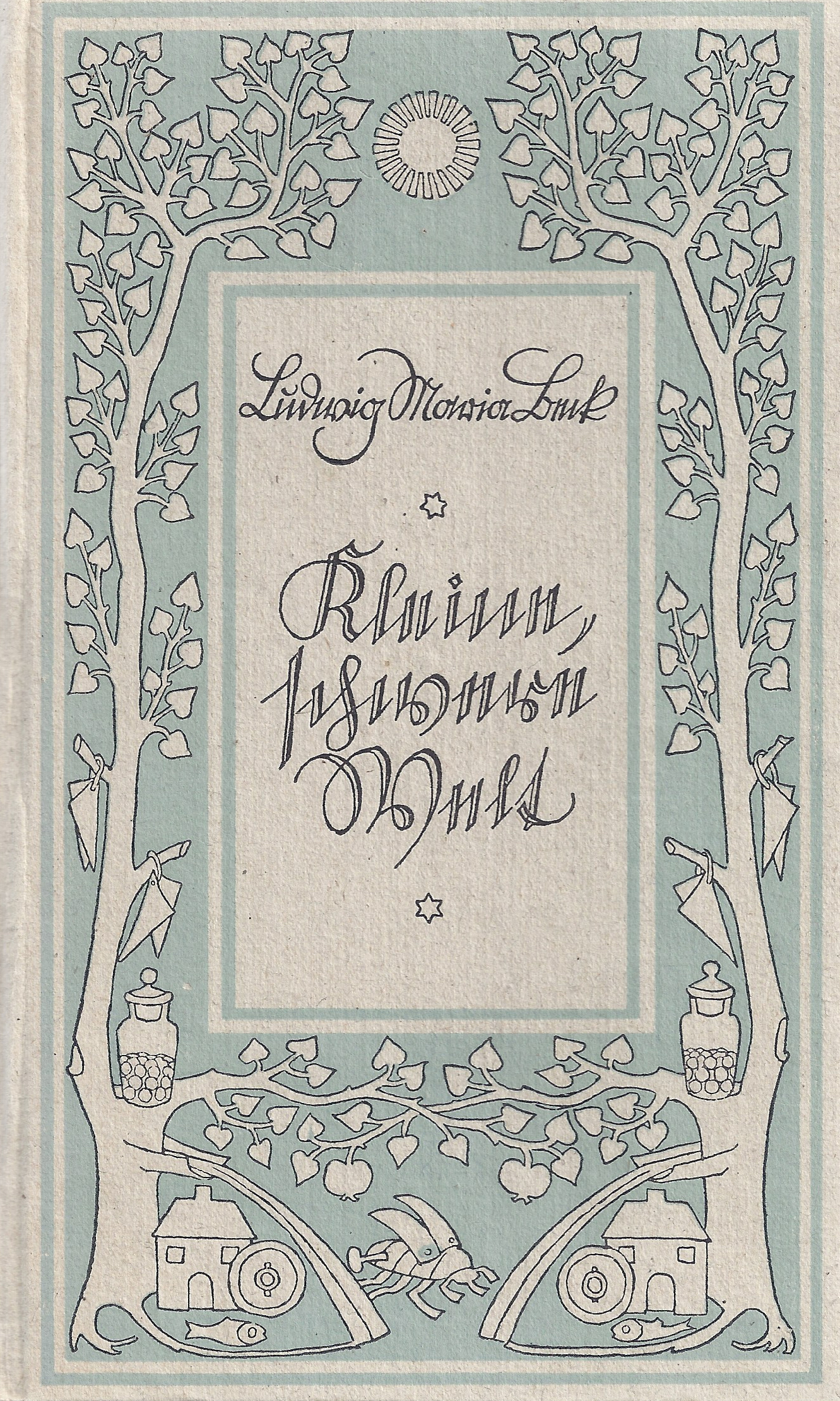
Becks erstes Buch Kleine schwere Welt im von ihm gestalteten Umschlag

- Kleine schwere Welt: Eine Erzählung. Mit zwölf Zeichnungen des Dichters. Erich Wewel Verlag, Krailling vor München 1940, 1941, 1942, 4.Aufl. 1948.
- Das Kasperlbuch. Verlag Karl Alber, München 1946.
- mit Hellmut von Cube: Bestiarium humanum oder Spiegelkabinett des Allzumenschlichen. Verlag Karl Alber, München 1948.
- Ein Jahr in unserm Garten oder: Was d. fröhlichen Brüder Habenichts aus e. Stückchen Land u.e. Blockhaus machten. Verlag Herder, Freiburg im Breisgau 1957.
- "Antworte, bitte, gleich" : Kinder schreiben ihre Sorgen an den grossen Kameraden. Verlag Karl Alber, Freiburg i. Br./ München 1957.
- Angeben mit Esprit: Heitere Anleitung, wie man sein Licht auf den Scheffel stellt. Ehrenwirth, München 1959.